# Stone Age (joc)
Stone Age és un joc de tauler comercialitzat en català per Devir on els jugadors han de gestionar bé els seus recursos per tenir el poblat amb més èxit a l'edat de pedra en què s'ambienta la partida. Va ser nominat per al prestigiós premi Spiel des Jahres.
S'ha de combinar l'estratègia col·locant correctament els treballadors per obtenir els recursos amb l'atzar de les tirades dels dos daus quan se surt de caça o de recol·lecció. Poden participar de 2 a 4 jugadors en la versió bàsica. Com més persones, més complicat és aconseguir els recursos, ja que les millors caselles estan ocupades en primer lloc per qui té el torn. Hi ha dues expansions disponibles, que permeten augmentar el nombre de jugadors, introduir nous edificis i cartes de civilització o alterar els modificadors de la puntuació final.

## Desenvolupament del joc
El jugador que té el torn col·loca un (o més) dels treballadors en les zones de producció o de guanys i la ronda continua en sentit de les agulles del rellotge fins que no queden treballadors disponibles, sense que es pugui repetir una localització. Les zones són: la cabana d'eines, que dona una eina suplementària; la cabana central on cal posar dues figuretes perquè procreïn i tenir un treballador més disponible; el camp, que produeix un blat més a cada torn; el prat, on segons el que indiqui els daus s'obté menjar suplementari; el bosc, que dona fusta segons la tirada dels daus dividida per tres; el terreny d'argila, que dona fang segons els daus dividits per quatre; la pedrera, que produeix pedres segons el que surti als daus dividit per cinc i el riu, on es pot rentar or per un valor dels daus dividit per sis. Si el treballador està en la zona de les cartes de civilització, el jugador paga el preu corresponent per construir l'edifici per al seu poblat que aquestes indiquin. Cada edifici aporta una bonificació diferent. Al final del torn, s'ha d'alimentar els treballadors amb el blat i la caça disponible o sacrificar recursos perquè no morin. Després d'exhaurir les cartes de civilització es compten els punts finals per veure qui és el guanyador. La puntuació es calcula sumant els diferents valors dels edificis, de les eines, dels grangers, dels treballadors, dels punts directes obtinguts durant la partida segons les cartes.
Les eines serveixen per sumar un punt a la tirada dels daus per poder assolir una unitat més del recurs corresponent (ja que la resta de la divisió es perd si no surt exacte). Els recursos serveixen per construir edificis o comprar cartes i en algunes d'elles, per obtenir punts de forma directa segons determinades combinacions de recursos i de xifres dels daus. No hi ha diferència entre la fusta, el fang, la pedra o l'or quant a la seva funció, tot depèn de què s'hagi d'edificar o bescanviar. El seu preu d'obtenció, però, fa que tinguin diferent valor. Es poden repetir els edificis del poblat tantes vegades com surtin les cartes corresponent, multiplicant els punts al final.